# Kateri Champagne Jourdain
Kateri Champagne Jourdain, née en 1981 à Sept-Îles, est une femme d'affaires et femme politique innue québécoise.
Elle est élue députée de la circonscription de Duplessis à l'Assemblée nationale du Québec le 3 octobre 2022, sous la bannière de la Coalition avenir Québec. Elle est nommée, le 20 octobre 2022, ministre de l'Emploi. C'est alors la première fois au Québec qu'une femme autochtone est d'une part élue à l'Assemblée nationale et d'autre part nommée ministre.

## Biographie
Née en 1981 à Sept-Îles et membre de la nation innue, Kateri Champagne Jourdain est élue à l'Assemblée nationale du Québec lors des élections générales de 2022 au Québec. Elle représente la circonscription de Duplessis en tant que membre de la Coalition avenir Québec. Elle est la première femme autochtone élue à l'Assemblée nationale.
Elle prête serment en tant que députée le 18 octobre 2022.
Le 20 octobre 2022, elle intègre le deuxième cabinet du gouvernement de François Legault au poste de ministre de l'Emploi. À la même occasion, elle devient ministre responsable de la région de la Côte-Nord. C'est alors la première personne d'origine autochtone à intégrer le cabinet du gouvernement québécois.

## Résultats électoraux
|                                                                                               | Nom                       | Parti            | Nombre de voix | %      | Maj.  |
| --------------------------------------------------------------------------------------------- | ------------------------- | ---------------- | -------------- | ------ | ----- |
|                                                                                               | Kateri Champagne Jourdain | Coalition avenir | 8 785          | 45,1 % | 3 960 |
|                                                                                               | Marilou Vanier            | Parti québécois  | 4 825          | 24,8 % | -     |
|                                                                                               | Roberto Stea              | Conservateur     | 3 059          | 15,7 % | -     |
|                                                                                               | Uapukun Mestokosho        | Québec solidaire | 1 821          | 9,4 %  | -     |
|                                                                                               | Chamroeun Khuon           | Libéral          | 783            | 4 %    | -     |
|                                                                                               | Jacques Gélineau          | Climat Québec    | 190            | 1 %    | -     |
| Total                                                                                         | Total                     | Total            | 19 463         | 100 %  |       |
| Le taux de participation lors de l'élection était de 53,2 % et 282 bulletins ont été rejetés. |                           |                  |                |        |       |